# Pasticceria (pubblico esercizio)

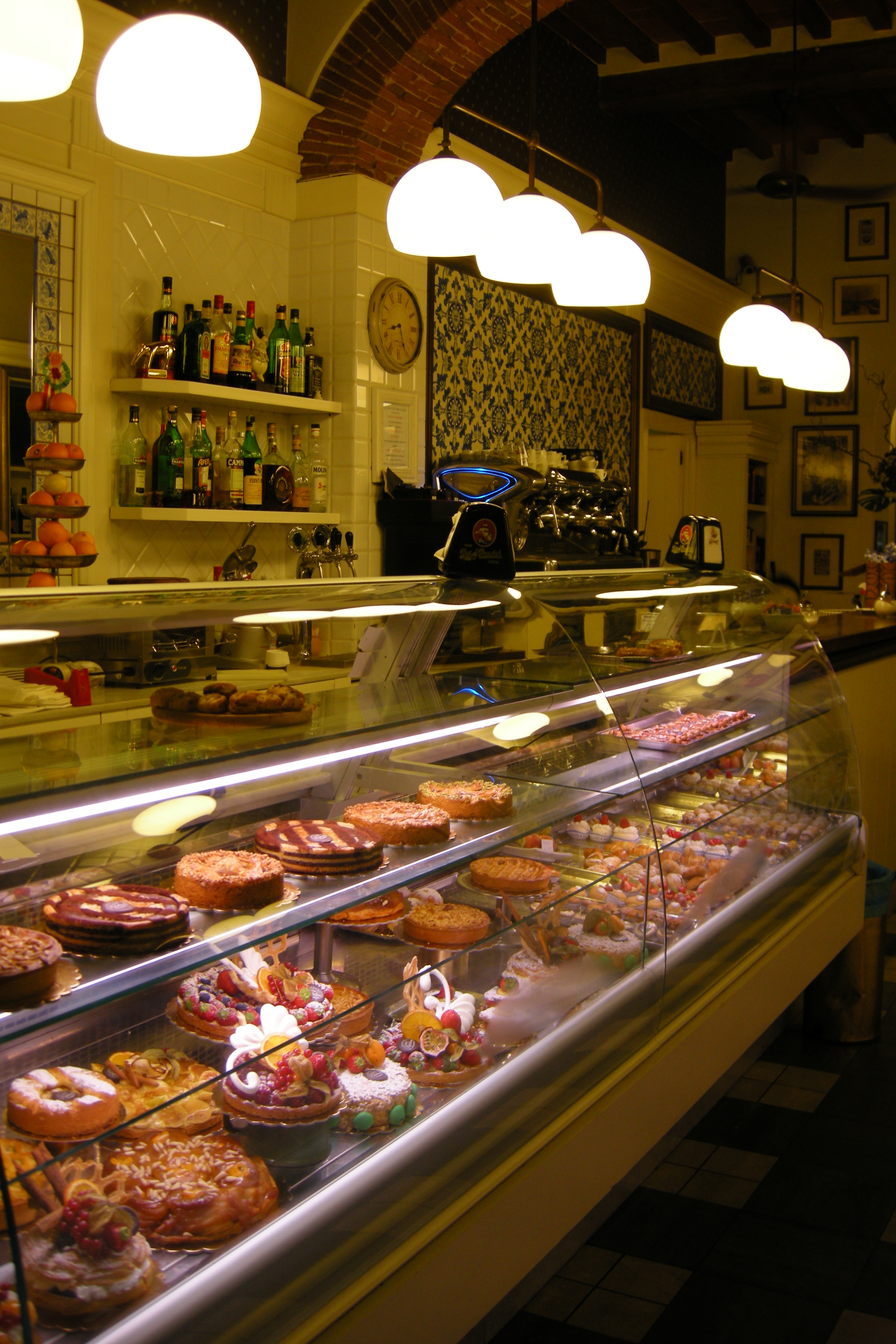
Interno di una pasticceria

Una pasticceria è un negozio specializzato nella vendita, e talvolta nella produzione, di prodotti dolciari. Esse possono vendere anche prodotti correlati non necessariamente artigianali, fra cui gelati e caramelle. Oltre che alla vendita per asporto, le pasticcerie possono somministrare bevande.  Colui che opera all'interno di una pasticceria viene definito pasticciere.

## Storia
Benché le origini della pasticceria intesa come arte dolciaria siano antichissime, e vi siano documenti che ne parlano risalenti all'antico Egitto e all'antica Grecia, la professione del pasticcere viene menzionata in un'ordinanza comunale del 1440, mentre la prima società dolciaria venne costituita in Francia nel 1556. Grazie alla nascita e diffusione del lievito biologico, sviluppato intorno al diciassettesimo secolo, la figura del pasticcere viene scissa in modo definitivo da quella del panettiere. Nello stesso periodo, la necessità di conservare gli alimenti per periodi di tempo più lunghi spinse le pasticcerie a sfruttare ingredienti dolci di nuova generazione, fra cui il latte condensato e delle conserve di frutta perfezionate. Con l'industrializzazione del diciannovesimo secolo, periodo in cui i dolci si imposero sulle tavole di ogni ceto sociale, le pasticcerie iniziarono a sfruttare macchinari per semplificare i processi produttivi degli alimenti.